# Totilas
Totilas (23 de mayo de 2000-14 de diciembre de 2020), conocido desde 2006 hasta 2011 como Moorland Totilas y apodado "Toto", era un semental de raza KWPN, considerado uno de los mejores caballos de doma clásica en el mundo, siendo el primer caballo en tener una puntuación sobre 90% en una competición. 
Falleció el 14 de diciembre de 2020, a la edad de 20 años, en la granja alemana donde gozaba de su retiro.

## Carrera
Totilas fue criado por Jan K. Schuil y Anna Schuil-Visser en Holanda, enseñándole un entrenamiento básico. Participó en una competencia a la edad de cinco años, montado por Jiska van den Akker, y fue exhibido en World Breeding Championships for Young Horses at Verden en Alemania el 2005; se colocó 4.º lugar en el ranking final de caballos de cinco años. También en 2005, sus dueños contactaron con Edward Gal y le preguntaron si montaría y competiría con Totilas. En 2006, después de que Gal empezara a trabajar con el caballo, sus patrocinadores compraron a Totilas en nombre de su empresa, Moorland BV. Después de esto, el caballo pasó a competir bajo el nombre de "Moorlands Totilas".
Totilas fue montado durante la gran mayoría de su carrera internacional por Gal, bajo la bandera de Holanda. Gal empezó a trabajarlo en 2006 y comenzó a competir en 2008. Gal dice que desde el principio entendieron que Toto era "algo especial", diciendo que "Tiene una increíble cantidad de talento; es simplemente un placer montar con él."
En julio de 2009, Gal y Toto rompieron el récord mundial de Anky van Grunsven con Salinero en el Grand Prix Freestyle con la marca de 89.50% en la competencia Hickstead, Inglaterra; y poco después rompieron su propio récord con un puntaje de 90.75% en el campeonato mundial de salto y dressage de 2009. En diciembre de 2009, en la copa Mundial de Dressage de la FEI, en el Olimpia, en Londres, extendieron su propio récord (92.30%), superando por más de 10 puntos al 2.º lugar. Ganaron la temporada de ese año finalizando con en un Gran Prix Freestyle en Holand.
El binomio fue ganador de tres medallas de oro en los Juegos Ecuestres Mundiales de 2010, convirtiéndose en los primeros en ganar las tres medallas de oro en un solo Juegos Ecuestres Mundiales.

## Venta y estatus de semental
Toto fue aprobado para ser semental KWPN en 2009. Un total de 175 hembras fueron aprobadas para el semental, ganando más de 1.4 millones de euros. Su primer potro fue un caballo llamado "Moorland Guinevere", nacido en 2011. Algunos de sus hijos actualmente conocidos en competencia son Toto Jr. (montado por Edward Gal) y el semental Tolegro.
En octubre de 2010 fue anunciado que Paul Schockemöhle habría comprado a Moorland Totilas. Gal negó tales rumores, pero sus dueños dijeron que "era imposible negar el interés que había en el caballo." Gal dijo "Estoy absolutamente devastado... Es como que si me hubiera alcanzado un rayo."

## Alemania
Totilas fue vendido a Alemania, donde en marzo de 2011 su nombre fue cambiado de nuevo a "Totilas". Su jinete pasó a ser Matthias Rath. Pronto, Toto empezó a perder cierta popularidad, puesto que la opinión pública era que Rath no estaba al nivel con este caballo como lo estuvo Gal.

## Controversia
Toto no estaba libre de controversia, particularmente porque se usó en su entrenamiento el controvertido "LDR" ( Low, Deep and Round ), que es una técnica de hiperflexión también llamada Rollkur, que se dice que causa daño físico al caballo, y es considerado "abuso mental" por la FEI. Además, se acusa a los dueños de Totilas de "inflar artificialmente" sus puntuaciones y de corromper el fundamento de este deporte.
En 2011, cuando concursaba con Rath, se le acusó de maltrato y uso de Rollkur, cuando en la presentación el caballo sacaba la lengua, lo cual es un signo de estrés. En 2012, PETA publicó una denuncia a los dueños de Toto por emplear Rollkur.

## Pedigree
Totilas era hijo del semental Trakehner Gribaldi (que fue aprobado por el registro de la raza KWPN) y la yegua KPWN LominkaToto's dam, Lominka.